# Saâne-Saint-Just
Saâne-Saint-Just é uma comuna francesa na região administrativa da Normandia, no departamento de Sena Marítimo. Estende-se por uma área de 6,95 km². Em 2010 a comuna tinha 160 habitantes (densidade: 23 hab./km²).

## Geografia
Pequena cidade agrícola situada no vale do Rio Saâne , no Pays de Caux , a 26 kilômetros a  sudoeste de Dieppe, na junção das rodovias D2 e D149.

## População
1962 = 65
1968 = 110
1975 = 66
1982 = 107
1990 = 132
1999 = 142
2006 = 144

## Lugares de interesse
- Igreja de St.Just, do século XIII.
- A feudal motte.